# レディ・マドンナ
「レディ・マドンナ」（Lady Madonna）は、ビートルズの楽曲。1968年3月にシングル盤として発売された。レノン＝マッカートニー名義となっているが、実質的にはポール・マッカートニーによって書かれた楽曲である。B面にはジョージ・ハリスン作曲で、インド音楽を取り入れた「ジ・インナー・ライト」が収録された。1968年2月3日と6日の2日間でレコーディングされた本作は、前年67年までのサイケデリア調の作風とは異なり、ロックンロールのグルーヴ感を感じさせる楽曲となっている。
シングルはパーロフォンから発売された最後のビートルズのシングルで、3月15日にイギリスで発売されたのち全英シングルチャートで2週連続1位を獲得した。アメリカでは、3月18日にキャピトル・レコードから発売され、Billboard Hot 100では4月20日付のチャートから5月4日付のチャートまでの4週にわたって4位を記録した。アメリカでは1970年に発売されたキャピトル編集盤『ヘイ・ジュード』にも収録された。

## 背景
音楽評論家のウォルター・エヴェレットが「騒々しいロックンロール」と評する本作は、約2年間に及ぶサイケデリア路線を経て、よりスタンダードな曲作りに戻った楽曲となっている。本作の発売当時、マッカートニーは「完全なロックではないけど、それっぽい曲ではある」と語っているほか、リンゴ・スターも「そろそろいい頃合いだと思ったんだ。僕は“ロッカスウィング”と呼んでるよ」と語っている。マッカートニーが所有するスコットランドの農場の隣人の1人は、マッカートニーが1967年12月初旬にジェーン・アッシャーと共にロンドンを訪れたときに、ピアノで本作を聴かせていたと証言している。作家のジョナサン・グールドは、「1968年初頭のイギリスの音楽メディアは、サイケデリアの過剰さを是正するものとして、ロックンロール・リバイバルの宣伝を始めていたから、このタイミングで発表したことは好都合だった」としている。
本作のピアノのフレーズは、ビートルズのプロデューサーであるジョージ・マーティンがレーベルの代表に就任して間もない1956年にパーロフォンより発売されたハンフリー・リッテルトンの「バッド・ペニー・ブルース」を基にしている。マッカートニーは、「『レディ・マドンナ』は、ピアノの前に座ってブルージーなブギウギを書こうとしてできた曲」「左手でコードのアルペジオを弾いていたら、ファッツ・ドミノを思い出したから、ファッツ・ドミノのモノマネをしながら歌い始めた」と語っている。ボーカル面では、エルヴィス・プレスリーを思わせる歌唱法を用いている。
ジョン・レノンが作詞を手伝った本作は、過労で疲れ果てた母親が1週間で毎日のように新たな問題に直面している様子を描いている。マッカートニーは、『ナショナル・ジオグラフィック』誌（1965年1月号）に掲載されていたマレー・ポリネシア語族の母親の写真を元に「レディ・マドンナ」を書いた。マッカートニーは、この写真について「彼女がとても誇り高き女性に見えた。僕はそれを一種のマドンナ的な母子像として捉えて、そこには絆が存在することがはっきりと伝わってきたんだ。僕はその写真に影響されて『レディ・マドンナ』を書いた」と語っている。また、当初のモチーフは聖母マリアだったが、その後マドンナのイメージをリヴァプールで働く労働者階級の女性に当てはめ、女性たちを称える楽曲へと変化したともされている。なお、歌詞には土曜日以外の曜日が含まれているが、マッカートニーがこれに気がついたのは数年後のことで、「アメリカのテレビ番組のために覚えようと思って歌詞を書きだしていたら、土曜日が抜けていることに気がついた。土曜日はさすがのマドンナもパーティーに出かけるんだよ」と語っている。
本作についてレノンは「ピアノが良い。けど、曲そのものは何の役にも立つものじゃない」「歌詞の一部を手伝ったかもしれないけど、どちらにせよ誇りには思ってないよ」と語っている。作家のハワード・サウンズは、カトリック教徒であるマッカートニーの生い立ちとの関連性や本作の自伝的な性質から、歌詞について「ポールの子供時代にそうであったように、リヴァプールで母親そして助産師としてのメアリー・マッカートニーのイメージを呼び起こす、優しくて個人的な内容」とし、「レディ・マドンナ」というフレーズについて「もちろんキリスト教的な意味が含まれていて、ブギウギな賛美歌の中でポールの母親の記憶と聖母マリアを混同している」と述べている。

## レコーディング
「レディ・マドンナ」は、1968年2月3日と6日にEMIレコーディング・スタジオのスタジオ3にてレコーディングされた。なお、レコーディング当時はインドのリシケーシュでマハリシ・マヘーシュ・ヨーギーの下で超越瞑想の修行に参加することが決まっていたため、その直前での差し迫った仕事となった。

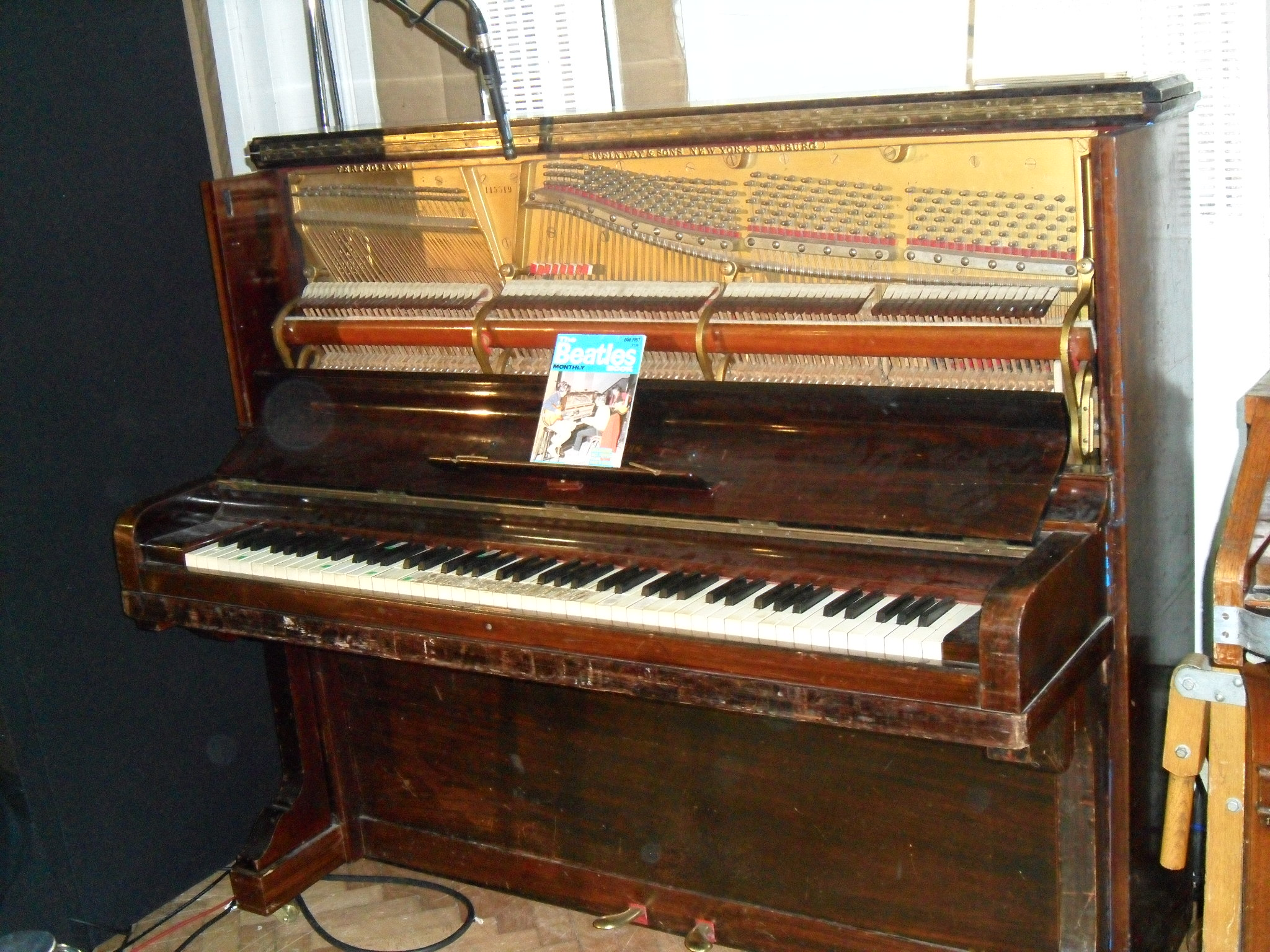
マッカートニーが「レディ・マドンナ」のレコーディングで使用したスタインウェイ・バーティグランド。

2月3日にベーシック・トラック録りが行われ、4トラック・レコーダーのトラック1にマッカートニーのピアノとリンゴ・スターがブラシでスネアドラムを叩くパートが録音された。本作のレコーディングにおいて、マッカートニーはスタジオが所有しているスタインウェイ・バーティグランド（通称ミセズ・ミルズ）というピアノを使用した。ベーシック・トラックは3回録音されたが、テイク1は未完で、テイク3がマスターとなった。4トラック・レコーダーの残された3トラックに対してオーバー・ダビングが加えられ、トラック2にスターの追加のドラム（フルセットでの演奏）、ジョン・レノンとジョージ・ハリスンのディストーションを効かせたギター、マッカートニーのベースが録音され、トラック4にマッカートニーのリード・ボーカルがオーバー・ダビングされた。なお、マッカートニーのリード・ボーカルは、声の響きに刺々しさを持たせるために過負荷がかけられた。リード・ボーカルと同じトラックに、マッカートニー、レノン、そしてハリスンの金管楽器の音色を模したバッキング・ボーカルとハンドクラップが間奏部分に追加された。この部分はミルズ・ブラザーズの影響を受けている。本作の初期のミックスでは、完成したトラックからメロトロンとタンバリンのほか、セッション中のバンドの意気込みを示すボーカルや会話がカットされている。
2月6日にサックス奏者4名によるブラス・セクションが録音された。本作のテナー・サックスのソロは、ロニー・スコットが演奏している。本作でバリトン・サックスを演奏したバリー・クラインは、セッションの直前に企画されたとし、2人目のテナー・サックス奏者であるビル・ポビーは「従うべき音楽が書き出されていなくて、マッカートニーは漠然とした指示しか与えてくれなかった」と語っている。イアン・マクドナルドは、著書『Revolution in the Head』で、「スコットの「耳につくほどいらだった」ソロは、適切なホーン・アレンジを奏者に提供しなかったマッカートニーの「職業道徳に背く」失敗が原因」と述べている。

## プロモーション・フィルム
「レディ・マドンナ」のプロモーション・フィルムは、2本制作された。フィルムは1968年2月11日にEMIレコーディング・スタジオで撮影され、NEMS エンタープライズによってアメリカやイギリスのテレビ局に配給された。フィルムの監督はトニー・ブラムウェルが務めた。
元々はメンバーが本作を演奏（口パク・当て振り）する様子を撮影する予定だったが、メンバーが新曲をレコーディングするために時間を使うことを考えていたため、映像はレノン作の「ヘイ・ブルドッグ」のレコーディングする様子で構成されている。このため、映像内でメンバーは本作のレコーディング時に演奏した楽器と異なる楽器を演奏している。2本目のフィルムについても、ハリスンがベイクドビーンズを食べたり、スターがプレイバックを聴いている様子で構成されている。なお、本作のプロモーション・フィルムには、1967年11月にチャペル・スタジオでのシラ・ブラックの「ステップ・インサイド・ラヴ」のレコーディング時のマッカートニーの映像も含まれている。
このフィルムは、1968年7月の「ヘイ・ジュード」のリハーサル時の映像とともに、1995年に放送されたドキュメンタリー『ザ・ビートルズ・アンソロジー』用に新たに編集された。1999年、アニメーション映画『イエロー・サブマリン』の再公開のプロモーションのために、アップル・コアによってフィルムが再編集され、「ヘイ・ブルドッグ」のプロモーション・フィルムが新たに制作された。

## リリース・評価
イギリスでは、1968年3月15日にパーロフォンよりシングル盤として発売され、B面には「ジ・インナー・ライト」が収録された。この3日後にアメリカでもキャピトル・レコードからシングル盤が発売された。プロモーション・フィルムの1つが、3月14日にBBCの『トップ・オブ・ザ・ポップス』、翌日に『All Systems Freeman』で放送され、アメリカでも3月30日にABCの『The Hollywood Palace』で放送された。エヴェレット曰く、本作は「1968年春から夏にかけてイギリスではロックンロール・リバイバルの最前線」であり、この年のイギリスではジーン・ヴィンセント、ジェリー・リー・ルイス、カール・パーキンス、バディ・ホリー、リトル・リチャードのシングルが再発売された。
本作について、『ビルボード』誌は「パワフルなブルースロック」と評している。『メロディ・メイカー』誌のクリス・ウェルチは、「最高なのはピアノのイントロで、ポールのボーカルがなぜリンゴに似ているのかを考えて楽しむことができる。それから、人々は外に出て他のレコードを買うんだ」とし、「この曲がヒットするとは思えない。フォー・ジャックス&ア・ジルやケイ・スターの足下にも及ばない」と評している。『タイム』誌は、ビートルズを1950年代のロックンロールに再び関心を持たせる「盛り上げ役」とし、バンドが「リヴァプールに残してきたシンプルかつとてもやる気に満ちた様式」に再び取り組んだ例としている。作家のバーナード・ジャンドロは、『タイム』誌のライターの批評を引用するかたちで、本作を「同じく回顧的なローリング・ストーンズの『ジャンピン・ジャック・フラッシュ』に先行して、エリート・ロック・バンドが「ルーツへの回帰」を告げる最初のシングル」としている。
「レディ・マドンナ」は、『レコード・リテイラー』誌のチャート（後の全英シングルチャート）で2週連続の首位を獲得したが、『メロディ・メイカー』誌の全国チャートでは最高位2位に留まった。ビートルズのシングルが『メロディ・メイカー』誌のチャートで1位を逃したのは、1962年に発売されたデビュー・シングル『ラヴ・ミー・ドゥ』以来となった。アメリカでは、1968年4月20日付のBillboard Hot 100で最高位4位となり、1966年に発売された「エリナー・リグビー」以来の同チャートで第1位を逃した楽曲となった。『キャッシュボックス』誌のチャートでは、最高位2位を獲得した。音楽評論家のイアン・マクドナルドは、このチャート成績を重要視し、本作について「1967年初頭のサイケデリックな高揚感の後の、ほどほどの面白さをもった期待はずれな曲」と評している。ジョナサン・グールドは、「ウィットに富んでパワフルである一方、意図的に取りに足らない曲」とし、理想としてシングルのA面をレノンの作品とし、本作をB面に収録するべきだったと述べている。『ローリング・ストーン』誌のロブ・シェフィールドは、「ビートルズは鼻をかんでいるテープでも1位を獲れたはずだ。それは『レディ・マドンナ』や『ハロー・グッドバイ』よりもキャッチーなものだろう」という考えを示している。音楽評論家のティム・ライリーも「些細なもの」「彼らが片手でできるもの」と切り捨てている。
1988年、ビートルズの歴史家であるマーク・ルイソンは、本作を「バンドの作品を分析している者たちが、不思議なことに見落としている素晴らしいシングル」と評している。『オールミュージック』のリッチー・アンターバーガーは、「ビートルズのシングルの中でも、あまり知られていない曲の1つ」とし、「チャートの成功率がやや低いことや、オリジナル・アルバムに収録されなかったこと」を原因の1つとして挙げる一方で、「素晴らしい曲」と評している。2003年に『モジョ』誌に寄稿したジョン・ハリスは、本作「ビートルズの発展における重要なレコーディング」とし、「1960年代後半のロックンロール・リバイバルの『礎石の1つ』」として見過ごされていることを嘆いている。
2010年に『ローリング・ストーン』誌は「The 100 Greatest Beatles Songs」の第86位に本作をランク付けしている。

## その他のリリース
シングル発売後、「レディ・マドンナ」は『ヘイ・ジュード』（1970年）、『ザ・ビートルズ1967年〜1970年（1973年）、『20グレイテスト・ヒッツ』（1982年）、『パスト・マスターズ Vol.2』（1988年）、『ザ・ビートルズ・アンソロジー2』（1996年、テイク3と4の編集版）、『ザ・ビートルズ1』（2000年）、『LOVE』（2006年）などのコンピレーション・アルバムに収録された。シルク・ドゥ・ソレイユの公演のサウンドトラック・アルバムとして制作された『LOVE』には、「ヘイ・ブルドッグ」、「アイ・ウォント・ユー」、「ホワイル・マイ・ギター・ジェントリー・ウィープス」の要素を組み合わせたバージョンが収録された。
マッカートニーは、1975年から1976年にかけて行なわれたウイングスのライヴツアーのセットリストに加えて以降、本作をライヴで演奏し続けている。ライブ音源は『ウイングス・オーヴァー・アメリカ』、『ポール・イズ・ライブ』、『バック・イン・ザ・U.S. -ライブ2002』、『バック・イン・ザ・ワールド』、『グッド・イヴニング・ニューヨーク・シティ〜ベスト・ヒッツ・ライヴ』などのライブ・アルバムに収録されている。本作のアレンジを変えた演奏が、DVD『Chaos and Creation at Abbey Road』に収録されており、本作についてマッカートニーは「新しい装いの老婦人」と紹介している。
2018年に発売された『ザ・ビートルズ (ホワイト・アルバム)〈スーパー・デラックス・エディション〉』のDISC 6の20曲目にピアノにジャズを思わせるシンコペーションを効かせたテイク2、21曲目にバッキング・ボーカルの録音を行った際の音源が収録された。

## クレジット
※出典。
ビートルズ
- ポール・マッカートニー - リード・ボーカル、ピアノ、ベース、ハンドクラップ
- ジョン・レノン - バッキング・ボーカル、リードギター、ハンドクラップ
- ジョージ・ハリスン - バッキング・ボーカル、リードギター、ハンドクラップ
- リンゴ・スター - ドラム、ドラム（ブラシプレイ）、ハンドクラップ

外部ミュージシャン・スタッフ
- ロニー・スコット - テナー・サクソフォーン
- ビル・ポベイ - テナー・サクソフォーン
- ハリー・クレイン - バリトン・サクソフォーン
- ビル・ジャックマン - バリトン・サクソフォーン
- ジョージ・マーティン - プロデュース
- ケン・スコット - エンジニア
- ジェフ・エメリック - エンジニア

## チャート成績（ビートルズ版）

### 週間チャート
| チャート (1968年)                       | 最高位 |
| --------------------------------------- | ------ |
| オーストラリア (Go-Set National Top 40) | 1      |
| オーストリア (Ö3 Austria Top 40)        | 1      |
| ベルギー (Ultratop 50 Wallonia)         | 1      |
| ベルギー (Ultratop 50 Flanders)         | 3      |
| カナダ (CHUM Hit Parade)                | 1      |
| Canada Top Singles (RPM)                | 2      |
| フィンランド (Suomen virallinen lista)  | 7      |
| アイルランド (IRMA)                     | 3      |
| イタリア (M&D Singles Chart)            | 3      |
| 日本 (オリコン)                         | 10     |
| ニュージーランド (Listener Chart)       | 1      |
| オランダ (Dutch Top 40)                 | 3      |
| オランダ (Single Top 100)               | 1      |
| ノルウェー (VG-lista)                   | 2      |
| ローデリア (Lyons Maid Chart)           | 6      |
| スウェーデン (Kvällstoppen Chart)       | 1      |
| スウェーデン (Tio i Topp Chart)         | 1      |
| スイス (Schweizer Hitparade)            | 1      |
| UK Record Retailer Chart                | 1      |
| US Billboard Hot 100                    | 4      |
| US Cash Box Top 100                     | 2      |
| US Record World 100 Top Pops            | 2      |
| 西ドイツ (Musikmarkt Hit-Parade)        | 2      |

| チャート (1988年)   | 最高位 |
| ------------------- | ------ |
| UK シングルス (OCC) | 67     |

### 月間チャート
| チャート (1968年)                     | 順位 |
| ------------------------------------- | ---- |
| オーストラリア (Go-Set Singles)       | 32   |
| オーストリア (Austrian Singles Chart) | 3    |
| ベルギー (Belgian Singles Chart)      | 31   |
| カナダ (RPM Year-End)                 | 19   |
| オランダ (MegaCharts)                 | 45   |
| スイス (Swiss Hitparade)              | 4    |
| US Billboard                          | 60   |

## 認定（ビートルズ版）
| 国/地域                                             | 認定     | 認定/売上数 |
| --------------------------------------------------- | -------- | ----------- |
| United Kingdom                                      |          | 250,000     |
| アメリカ合衆国 (RIAA)                               | Platinum | 1,000,000^  |
| * 認定のみに基づく売上数 ^ 認定のみに基づく出荷枚数 |          |             |

## カバー・バージョン

### ファッツ・ドミノによるカバー
ファッツ・ドミノによるカバー・バージョンは、1968年8月にシングル盤として発売され、B面には「One for the Highway」が収録された。マッカートニーは、プロデューサーのリチャード・ペリーに本作が「ファッツをもとにした」曲であると伝えた可能性があるとしている。ドミノのカバー・バージョンは、Billboard Hot 100で最高位100位を記録。
シングル盤と同年に発売されたアルバム『Fats Is Back』にも収録されている。なお、同作には同じくビートルズのカバー曲「ラヴリー・リタ」も収録されている。
| チャート (1968年)    | 最高位 |
| -------------------- | ------ |
| US Billboard Hot 100 | 100    |
| US Cash Box Top 100  | 87     |

### その他のアーティストによるカバー
- フェニックス - 1968年に発売されたEP『Vremuri』に収録。
- カル・ジェイダー（英語版） - 1969年に発売されたアルバム『Cal Tjader Plugs In』に収録。ジャズ調にアレンジされている[96]。
- エルヴィス・プレスリー - 1995年に発売されたボックス・セット『Walk a Mile in My Shoes』に収録[12]。音源は前述にある1971年に即興で演奏したもの。
- アレサ・フランクリン - 1993年から1998年にかけて放送されたABCのシットコム『Grace Under Fire』のテーマ曲としてカバー[97]。

2015年にはトヨタ自動車「プリウス」のCMソングにアレンジされたバージョンが使用された。